# Riverdale (Illinois)
Riverdale è un comune degli Stati Uniti d'America, situato nell'Illinois, nella contea di Cook. Si trova nell'area metropolitana di Chicago.